# Campeonato Mundial de Atletismo em Pista Coberta de 2008 - Revezamento 4x400 m masculino
A competição dos 4 x 400 metros estafetas masculino do Campeonato Mundial de Atletismo em Pista Coberta de 2008, foi disputado no Palácio-Velódromo Luis Puig, em Valência.

## Medalhistas
| Ouro                                                                       | Prata                                                                         | Bronze                                                                             |
| Estados Unidos · James Davis · Jamaal Torrance · Greg Nixon · Kelly Willie | Jamaica · Michael Blackwood · Edino Steele · Adrian Findlay · DeWayne Barrett | República Dominicana · Arismendy Peguero · Carlos Santa · Pedro Mejía · Yoel Tapia |

## Resultados

### Eliminatória

#### Bateria 1
| Colocação | Faixa                                                                    | Nacionalidade  | Tempo      | Notas | Tempo de reação |
| --------- | ------------------------------------------------------------------------ | -------------- | ---------- | ----- | --------------- |
| 1         | 4                                                                        | Estados Unidos | 3:08.07    | Q     | 0.176           |
| 1         | James Davis, Kelly Willie, Joel Stallworth, Jamaal Torrance              |                |            |       |                 |
| 2         | 5                                                                        | Rússia         | 3:08.17 SB | Q     | 0.250           |
| 2         | Denis Alekseyev, Vladislav Frolov, Ivan Buzolin, Anton Kokorin           |                |            |       |                 |
| 3         | 2                                                                        | Reino Unido    | 3:08.21 SB | q     | 0.214           |
| 3         | Steven Green, Richard Buck, Dale Garland, Robert Tobin                   |                |            |       |                 |
| 4         | 3                                                                        | Bahamas        | 3:11.77 SB |       | 0.263           |
| 4         | Andrae Williams, Nathaniel McKinney, Douglas Lynes-Bell, Michael Mathieu |                |            |       |                 |
| 5         | 6                                                                        | Libéria        | 3:12.14 NR |       | 0.129           |
| 5         | Bobby Young, Hafiz Greigre, Marvin Lewis, Siraj Williams                 |                |            |       |                 |

#### Bateria 2
| Colocação | Faixa                                                                   | Nacionalidade        | Tempo      | Notas | Tempo de reação |
| --------- | ----------------------------------------------------------------------- | -------------------- | ---------- | ----- | --------------- |
| 1         | 2                                                                       | República Dominicana | 3:09.77 SB | Q     | 0.232           |
| 1         | Carlos Santa, Arismendy Peguero, Pedro Mejía, Yoel Tapia                |                      |            |       |                 |
| 2         | 5                                                                       | Polónia              | 3:09.81 SB | Q     | 0.267           |
| 2         | Piotr Kędzia, Piotr Klimczak, Grzegorz Zajączkowski, Wojciech Chybiński |                      |            |       |                 |
| 3         | 4                                                                       | Jamaica              | 3:09.81 SB | q     | 0.216           |
| 3         | Michael Blackwood, Edino Steele, Aldwyn Sappleton, Adrian Findlay       |                      |            |       |                 |
| 4         | 6                                                                       | Espanha              | 3:09.93 SB |       | 0.268           |
| 4         | Mark Ujakpor, Antonio Manuel Reina, Luis Flores, Marc Orozco            |                      |            |       |                 |
| 5         | 3                                                                       | Austrália            | 3:12.69 SB |       | 0.183           |
| 5         | Daniel Batman, Joel Milburn, Mark Ormrod, Dylan Grant                   |                      |            |       |                 |

### Final
| Colocação         | Faixa                                                               | Nacionalidade        | Tempo      | Tempo de reação |
| ----------------- | ------------------------------------------------------------------- | -------------------- | ---------- | --------------- |
| Medalha de ouro   | 5                                                                   | Estados Unidos       | 3:06.79 WL | 0.277           |
| Medalha de ouro   | James Davis, Jamaal Torrance, Greg Nixon, Kelly Willie              |                      |            |                 |
| Medalha de prata  | 2                                                                   | Jamaica              | 3:07.69 SB | 0.172           |
| Medalha de prata  | Michael Blackwood, Edino Steele, Adrian Findlay, DeWayne Barrett    |                      |            |                 |
| Medalha de bronze | 6                                                                   | República Dominicana | 3:07.77 NR | 0.303           |
| Medalha de bronze | Arismendy Peguero, Carlos Santa, Pedro Mejía, Yoel Tapia            |                      |            |                 |
| 4                 | 3                                                                   | Polónia              | 3:08.76 SB | 0.246           |
| 4                 | Piotr Kędzia, Piotr Klimczak, Wojciech Chybiński, Grzegorz Sobiński |                      |            |                 |
| 5                 | 1                                                                   | Reino Unido          | 3:09.21    | 0.213           |
| 5                 | Steven Green, Richard Buck, Dale Garland, Robert Tobin              |                      |            |                 |
| 6                 | 4                                                                   | Rússia               | 3:15.38    | 0.284           |
| 6                 | Denis Alekseyev, Anton Kokorin, Maksim Dyldin, Yuriy Borzakovskiy   |                      |            |                 |

Legenda
| Recorde mundial       | Recorde mundial (World record)               |                       | Recorde africano                      | Recorde africano (African) |                                           | Q | Classificado por posição (Qualified) |
| Recorde do campeonato | Recorde do campeonato (Championship record)  | Recorde da América    | Recorde da América (Americas)         | q                          | Classificado por melhor tempo (Qualified) |   |                                      |
| Melhor marca do ano   | Melhor marca do ano (World leading)          | Recorde asiático      | Recorde asiático (Asian)              | DNS                        | Não largou (Did not start)                |   |                                      |
| Recorde nacional      | Recorde nacional (National record)           | Recorde europeu       | Recorde europeu (European)            | DNF                        | Não terminou (Did not finish)             |   |                                      |
| Recorde pessoal       | Recorde pessoal do atleta (Personal best)    | Recorde da Oceania    | Recorde da Oceania (Oceania)          | DSQ / DQ                   | Desclassificado (Disqualified)            |   |                                      |
| Recorde da temporada  | Recorde da temporada do atleta (Season best) | Recorde sul-americano | Recorde sul-americano (South America) | NM                         | Sem marca (No mark)                       |   |                                      |